# Route nationale 125 (Italie)
Pour les articles homonymes, voir Route nationale 125.
La route nationale 125 (SS 125, Strada statale 125 ou Strada statale "Orientale Sarda") est une route nationale d'Italie, située en Sardaigne, elle relie Quartucciu à Palau sur une longueur de 265,366 km.

## Parcours

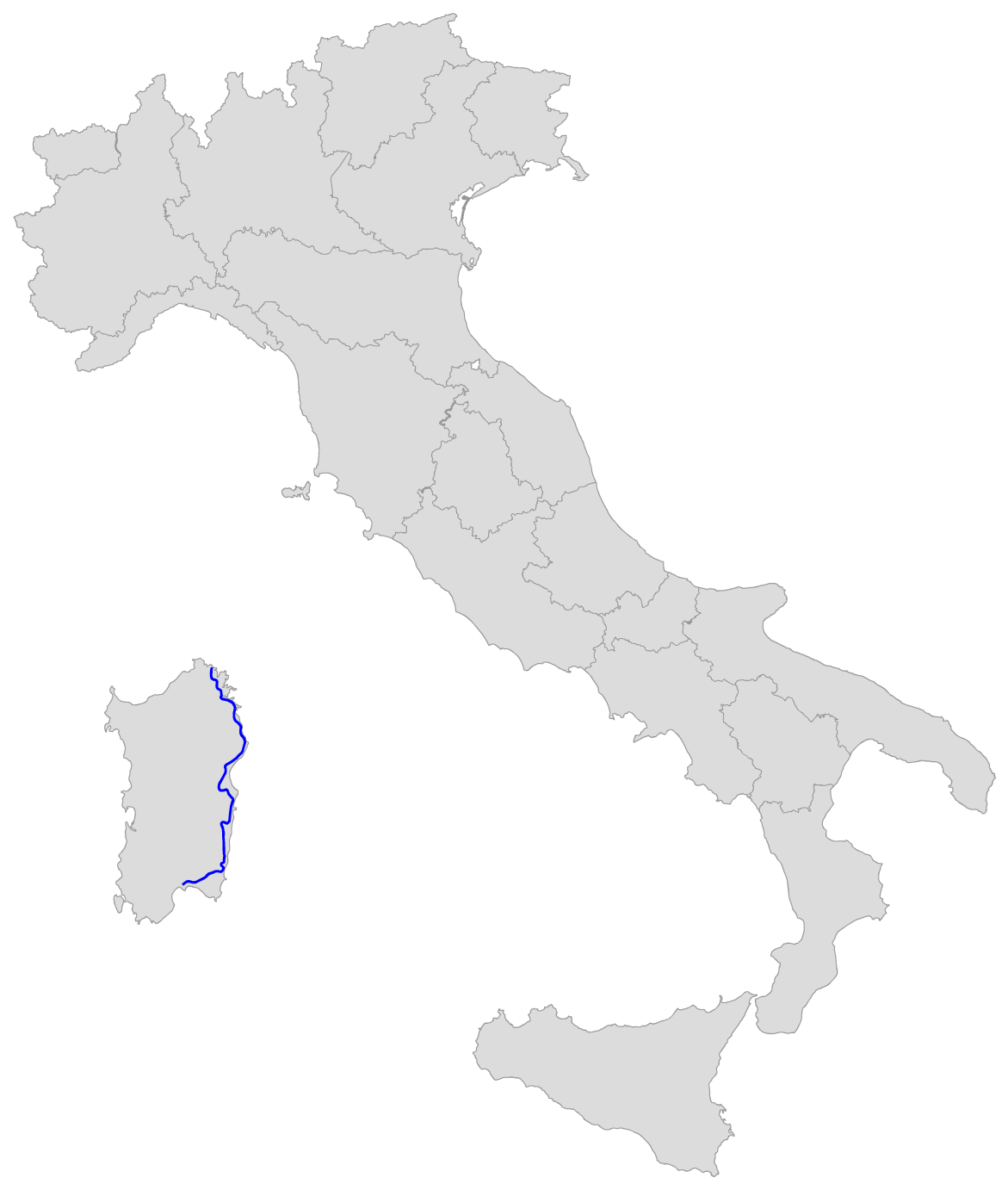
Parcours de la SS 125.